# Comuna Klis, Split-Dalmația
Klis este o comună în cantonul Split-Dalmația, Croația, având o populație de 4.801 locuitori (2011).

## Demografie
Componența etnică a comunei Klis
     Croați (98,29%)
     Necunoscut (0,27%)
     Neclasificat (1,1%)
Componența confesională a comunei Klis
     Catolici (94,56%)
     Fără religie și atei (1,19%)
     Necunoscută (2,04%)
     Alte religii (2,21%)
Conform recensământului din 2011, comuna Klis avea 4.801 locuitori. Din punct de vedere etnic, majoritatea locuitorilor (98,29%) erau croați. Apartenența etnică nu este cunoscută în cazul a 0,27% din locuitori. Din punct de vedere confesional, majoritatea locuitorilor (94,56%) erau catolici, cu o minoritate de persoane fără religie și atei (1,19%). Pentru 2,04% din locuitori nu este cunoscută apartenența confesională.